# Éralja
Éralja (1899-ig Inócz, szlovákul: Inovce) község Szlovákiában, a Kassai kerület Szobránci járásában.

## Fekvése
Szobránctól 18 km-re északkeletre, az ukrán határ mellett, a néhai Zemplén és Ung vármegyék határán fekszik.

## Története
A 18. század végén Vályi András így ír róla: „INOCZ. Orosz falu Zemplén Várm. földes Urai Ibrányi Uraságok, lakosai görög katolikusok, fekszik n. nyug. Dubrava Smugoczhoz 1/2, ész. Ublyához 1 órányira, határja két nyomásbéli többnyire zabot; árpát pedig, tatárkát, és krompélyt középszerűen terem, földgye hegyes, völgyes, sovány, fejér agyagos, kavitsos, erdője elég, piatza Ungváron, Homonnán, és néha Nagy Mihályon.”
Fényes Elek 1851-ben kiadott geográfiai szótárában így ír a faluról: „Inócz, orosz falu, Zemplén vmegyében, Ungh vmegye szélén, N. Bereznához 2 órányira: 251 g. kath. lak., 317 h. szántófölddel, sovány hegyes határral. Ut. p. Ungvár.”
Borovszky Samu monográfiasorozatának Zemplén vármegyét tárgyaló része szerint: „Éralja, azelőtt Inócz, Ung vármegye határán fekvő ruthén kisközség 52 házzal és 292 gör. kath. vallású lakossal. Postája Ublya, távírója és vasúti állomása pedig Kisberezna. Hajdan a homonnai uradalomhoz tartozott és 1598-ban Homonnai Györgyöt, Istvánt és Borbálát iktatták birtokába. Később az Ibrányiak, majd a Tomcsics és az Isépy családok lettek az urai és most özv. Isépy Tamásnénak van itt nagyobb birtoka. Itt született 1815-ben a jeles nyelvtudós, Ballagi Mór. A községben gör. kath. fatemplom van, melyet 1836-ban állítottak.”
A trianoni diktátumig Zemplén vármegye Szinna járásához tartozott, majd az újonnan létrehozott csehszlovák államhoz csatolták. 1938 és 1945 között ismét Magyarország része.

## Népessége
| Év:            | 1994. | 2004.    | 2014.   | 2024.    |
| -------------- | ----- | -------- | ------- | -------- |
| Emberek száma: | 280   | 235      | 212     | 189      |
| Eltérés:       |       | -16,07 % | -9,78 % | -10,84 % |

| Év:            | 2023. | 2024. |
| -------------- | ----- | ----- |
| Emberek száma: | 189   | 189   |
| Eltérés:       |       | +0 %  |

1910-ben 311, túlnyomórészt ruszin anyanyelvű lakosa volt.
2003-ban 253 lakosa volt.
2011-ben 213 lakosából 168 szlovák és 36 ruszin volt.

## Híres személyek
- Itt született 1815. március 28-án Ballagi Mór nyelvész, az MTA tagja.

## Nevezetességei
- Mihály arkangyal tiszteletére szentelt, görögkatolikus fatemploma 1836-ban épült. Ikonosztáza a 19. század közepén készült.